# Mistrovství světa v zápasu ve volném stylu 1966
Mistrovství světa v zápasu ve volném stylu 1966 se uskutečnilo v Toledu,  Spojené státy americké.   

## Přehled medailí

### Volný styl
| Kategorie  | Zlato              | Stříbro         | Bronz              |
| ---------- | ------------------ | --------------- | ------------------ |
| do 52 kg   | Chang Chang-sun    | Yasuo Katsumura | Rick Sanders       |
| do 57 kg   | Ali Aliyev         | Hasan Sevinç    | Aboutaleb Talebi   |
| do 63 kg   | Masaaki Kaneko     | Bobby Douglas   | Nihat Kabanlı      |
| do 70 kg   | Abdollah Movahed   | Iwao Horiuchi   | Seyit Ahmet Ağralı |
| do 78 kg   | Mahmut Atalay      | Guram Sagaradze | Hossein Tahami     |
| do 87 kg   | Prodan Gardžev     | Hasan Güngör    | Josef Urban        |
| do 97 kg   | Alexandr Medveď    | Ahmet Ayık      | Said Mustafov      |
| nad +97 kg | Alexandr Ivanickij | Larry Kristoff  | Abolfazl Anvari    |

## Týmové hodnocení
| Pořadí | Muži volný styl | Muži volný styl |
| Pořadí | Tým             | Body            |
| ------ | --------------- | --------------- |
| 1      | Turecko         | 34              |
| 2      | Sovětský svaz   | 28.5            |
| 3      | USA             | 23              |
| 4      | Írán            | 19              |
| 5      | Bulharsko       | 18.5            |
| 6      | Japonsko        | 17              |